# Nederlandse kampioenschappen atletiek 1998
De Nederlandse kampioenschappen atletiek 1998 werden gehouden van 10, 11 en 12 juli in het Atletiekcentrum Stadspark Groningen. De organisatie lag in handen van de atletiekverenigingen ARGO '77 en de KNAU.
Er sneuvelden dit weekend twee Nederlandse records. Op vrijdag 10 juli verbeterde Ronald Gram bij het kogelslingeren het record van Peter van Noort tot 68,02 m. Op zondag 12 juli bracht Yvonne de Vreede haar eigen record hink-stap-springen zeven cm verder naar 12,97 m.  

## Uitslagen

### 100 m
| wind: +1,3 m/s | wind: +1,3 m/s     | wind: +1,3 m/s |
| rang           | atleet             | prestatie      |
| -------------- | ------------------ | -------------- |
| Goud           | Patrick van Balkom | 10,34 s        |
| Zilver         | Nathanael Esprit   | 10,39 s        |
| Brons          | Dennis Tilburg     | 10,56 s        |

| wind: +0,9 m/s | wind: +0,9 m/s     | wind: +0,9 m/s |
| rang           | atlete             | prestatie      |
| -------------- | ------------------ | -------------- |
| Goud           | Mami Awuah Asante  | 11,69 s        |
| Zilver         | Annemarie Kramer   | 11,86 s        |
| Brons          | Jacqueline Poelman | 11,99 s        |

### 200 m
| wind: -2,1 m/s | wind: -2,1 m/s     | wind: -2,1 m/s |
| rang           | atleet             | prestatie      |
| -------------- | ------------------ | -------------- |
| Goud           | Patrick van Balkom | 20,87 s        |
| Zilver         | Nathanael Esprit   | 21,36 s        |
| Brons          | Christoph Kempen   | 21,54 s        |

| wind: -2,0 m/s | wind: -2,0 m/s      | wind: -2,0 m/s |
| rang           | atlete              | prestatie      |
| -------------- | ------------------- | -------------- |
| Goud           | Mami Awuah Asante   | 24,37 s        |
| Zilver         | Eefje van Mourik    | 24,74 s        |
| Brons          | Kristel Spierenburg | 25,26 s        |

### 400 m
| rang   | atleet            | prestatie |
| ------ | ----------------- | --------- |
| Goud   | Miquel Lopes      | 47,19 s   |
| Zilver | Julien Hagen      | 47,26 s   |
| Brons  | John van Sprundel | 47,62 s   |

| rang   | atlete           | prestatie |
| ------ | ---------------- | --------- |
| Goud   | Ester Goossens   | 52,09 s   |
| Zilver | Angelique Banket | 53,89 s   |
| Brons  | Nannet Karenbeld | 53,96 s   |

### 800 m
| rang   | atleet           | prestatie |
| ------ | ---------------- | --------- |
| Goud   | Michiel Löschner | 1.50,78   |
| Zilver | Bram Som         | 1.51,23   |
| Brons  | Stefan Beumer    | 1.51,55   |

| rang   | atlete          | prestatie |
| ------ | --------------- | --------- |
| Goud   | Stella Jongmans | 2.04,46   |
| Zilver | Carina van Gorp | 2.07,26   |
| Brons  | Anjolie Wisse   | 2.07,47   |

### 1500 m
| rang   | atleet           | prestatie |
| ------ | ---------------- | --------- |
| Goud   | Gert-Jan Liefers | 3.47,36   |
| Zilver | René Jacobs      | 3.49,48   |
| Brons  | Johan de Koning  | 3.51,43   |

| rang   | atlete            | prestatie |
| ------ | ----------------- | --------- |
| Goud   | Krista Aukema     | 4.28,03   |
| Zilver | Erika van de Bilt | 4.29,36   |
| Brons  | Annet Bezemer     | 4.30,28   |

### 5000 m
| rang   | atleet           | prestatie |
| ------ | ---------------- | --------- |
| Goud   | Marcel Versteeg  | 13.55,07  |
| Zilver | Sander Schutgens | 13.55,88  |
| Brons  | Stan Rijken      | 14.12,28  |

| rang   | atlete            | prestatie |
| ------ | ----------------- | --------- |
| Goud   | Erika van de Bilt | 16.02,75  |
| Zilver | Sandra Hofmans    | 16.19,49  |
| Brons  | Edith Kortekaas   | 16.26,56  |

### 10.000 m
| rang   | atleet          | prestatie |
| ------ | --------------- | --------- |
| Goud   | Martin Lauret   | 29.05,66  |
| Zilver | Luc Krotwaar    | 29.13,26  |
| Brons  | Berthold Berger | 29.34,26  |

| rang   | atlete         | prestatie |
| ------ | -------------- | --------- |
| Goud   | Irma Heeren    | 33.04,69  |
| Zilver | Wilma van Onna | 34.23,54  |
| Brons  | Barbara Kamp   | 34.29,24  |

### 110 m horden/100 m horden
| wind: -1,7 m/s | wind: -1,7 m/s | wind: -1,7 m/s |
| rang           | atleet         | prestatie      |
| -------------- | -------------- | -------------- |
| Goud           | Robin Korving  | 13,59 s        |
| Zilver         | Bart Bennema   | 14,06 s        |
| Brons          | James Sharpe   | 14,14 s        |

| wind: -1,1 m/s | wind: -1,1 m/s     | wind: -1,1 m/s |
| rang           | atlete             | prestatie      |
| -------------- | ------------------ | -------------- |
| Goud           | Ilja Voltman       | 14,06 s        |
| Zilver         | Ottelien Olsthoorn | 14,09 s        |
| Brons          | Judith Vis         | 14,32 s        |

### 400 m horden
| rang   | atleet        | prestatie |
| ------ | ------------- | --------- |
| Goud   | Frank Peeters | 51,29 s   |
| Zilver | Jeroen Prent  | 51,43 s   |
| Brons  | Freek Wilkens | 52,40 s   |

| rang   | atlete           | prestatie |
| ------ | ---------------- | --------- |
| Goud   | Ester Goossens   | 55,17 s   |
| Zilver | Esther van Ooyen | 59,57 s   |
| Brons  | Mireille Hesper  | 59,97 s   |

### 3000 m steeplechase
| rang   | atleet         | prestatie |
| ------ | -------------- | --------- |
| Goud   | Marcel Laros   | 8.36,45   |
| Zilver | Casper Vroemen | 8.41,30   |
| Brons  | Simon Vroemen  | 8.47,31   |

### 20 km snelwandelen
| rang   | atleet           | prestatie |
| ------ | ---------------- | --------- |
| Goud   | Harold van Beek  | 1:35.33,7 |
| Zilver | Henk Plasman     | 1:36.26,5 |
| Brons  | Floor van Lamoen | 1:39.43,2 |

### Verspringen
| rang   | atleet            | prestatie         |
| ------ | ----------------- | ----------------- |
| Goud   | Marc van der Worp | 7,80 m (+3,0 m/s) |
| Zilver | Rick Wassenaar    | 7,61 m (+1,9 m/s) |
| Brons  | Bas de Vos        | 7,31 m (+1,0 m/s) |

| rang   | atlete                  | prestatie         |
| ------ | ----------------------- | ----------------- |
| Goud   | Sharon Jaklofsky        | 6,47 m (+2,3 m/s) |
| Zilver | Daniëlle van Varsseveld | 6,13 m (-0,2 m/s) |
| Brons  | Anja van Oostende       | 6,12 m (+2,7 m/s) |

### Hink-stap-springen
| rang   | atlete             | prestatie          |
| ------ | ------------------ | ------------------ |
| Goud   | Yvonne de Vreede   | 12,97 m (-0,5 m/s) |
| Zilver | Annemarie Hendriks | 12,76 m (-0,2 m/s) |
| Brons  | Wendy Tavenier     | 12,36 m (-0,3 m/s) |

### Hoogspringen
| rang   | atleet             | prestatie |
| ------ | ------------------ | --------- |
| Goud   | Wilbert Pennings   | 2,08 m    |
| Zilver | Sander Buddelmeyer | 2,00 m    |
| Brons  | Tim Aarts          | 2,00 m    |

| rang   | atlete              | prestatie |
| ------ | ------------------- | --------- |
| Goud   | Marloes Lammerts    | 1,76 m    |
| Zilver | Suzanne Kuyper      | 1,70 m    |
| Brons  | Karlijn van Beurden | 1,70 m    |

### Polsstokhoogspringen
| rang   | atleet         | prestatie |
| ------ | -------------- | --------- |
| Goud   | Laurens Looije | 5,60 m    |
| Zilver | Rens Blom      | 5,55 m    |
| Brons  | Richel Keyzers | 5,45 m    |

| rang   | atlete             | prestatie |
| ------ | ------------------ | --------- |
| Goud   | Monique de Wilt    | 4,05 m    |
| Zilver | Sandra van de Geer | 3,65 m    |
| Brons  | Irene Timmers      | 3,60 m    |

### Kogelstoten
| rang   | atleet          | prestatie |
| ------ | --------------- | --------- |
| Goud   | Ben Vet         | 18,62 m   |
| Zilver | Shaun Pickering | 18,46 m   |
| Brons  | Stein Kuiper    | 18,02 m   |

| rang   | atlete          | prestatie |
| ------ | --------------- | --------- |
| Goud   | Corrie de Bruin | 18,35 m   |
| Zilver | Lieja Koeman    | 17,75 m   |
| Brons  | Inge Barends    | 13,88 m   |

### Discuswerpen
| rang   | atleet              | prestatie |
| ------ | ------------------- | --------- |
| Goud   | Mike van der Belt   | 59,98 m   |
| Zilver | Ben Vet             | 57,18 m   |
| Brons  | Pieter van der Kruk | 54,80 m   |

| rang   | atlete                  | prestatie |
| ------ | ----------------------- | --------- |
| Goud   | Corrie de Bruin         | 63,88 m   |
| Zilver | Jacqueline Goormachtigh | 63,08 m   |
| Brons  | Lieja Koeman            | 56,79 m   |

### Speerwerpen
| rang   | atleet             | prestatie |
| ------ | ------------------ | --------- |
| Goud   | Johan van Lieshout | 72,51 m   |
| Zilver | Oscar Schermer     | 71,93 m   |
| Brons  | Niels Terol        | 67,08 m   |

| rang   | atlete            | prestatie |
| ------ | ----------------- | --------- |
| Goud   | Marjo Bus         | 51,69 m   |
| Zilver | Kitty van Haperen | 49,30 m   |
| Brons  | Karin Geertsma    | 47,01 m   |

### Kogelslingeren
| rang   | atleet             | prestatie |
| ------ | ------------------ | --------- |
| Goud   | Ronald Gram        | 68,02 m   |
| Zilver | Frank van den Dool | 67,96 m   |
| Brons  | Schelto Scheltens  | 56,87 m   |

| rang   | atlete         | prestatie |
| ------ | -------------- | --------- |
| Goud   | Renate Beunder | 54,23 m   |
| Zilver | Conny Mik      | 45,53 m   |
| Brons  | Elke van Raak  | 44,45 m   |

### 4 × 100 m estafette
| rang   | atleet         | prestatie |
| ------ | -------------- | --------- |
| Goud   | PSV            | 41,33 s   |
| Zilver | Hellas Utrecht | 41,87 s   |
| Brons  | KAV Holland    | 42,49 s   |

| rang   | atlete   | prestatie |
| ------ | -------- | --------- |
| Goud   | AAC      | 47,40 s   |
| Zilver | ARGO '77 | 47,66 s   |
| Brons  | DEM      | 48,07 s   |

### 4 × 400 m estafette
| rang   | atleet     | prestatie |
| ------ | ---------- | --------- |
| Goud   | AV'34      | 3.16,27   |
| Zilver | ARGO '77   | 3.16,74   |
| Brons  | AV Phoenix | 3.23,47   |

1904 · 
1908 · 
1909 · 
1910 · 
1911 · 
1912 · 
1913 · 
1914 · 
1915 · 
1917 · 
1918 · 
1919 · 
1920 · 
1921 · 
1922 · 
1923 · 
1924 · 
1925 · 
1926 · 
1927 · 
1928 · 
1929 · 
1930 · 
1931 · 
1932 · 
1933 · 
1934 · 
1935 · 
1936 · 
1937 · 
1938 · 
1939 · 
1940 · 
1941 · 
1942 · 
1943 · 
1944 · 
1946 · 
1947 · 
1948 · 
1949 · 
1950 · 
1951 · 
1952 · 
1953 · 
1954 · 
1955 · 
1956 · 
1957 · 
1958 · 
1959 · 
1960 · 
1961 · 
1962 · 
1963 · 
1964 · 
1965 · 
1966 · 
1967 · 
1968 · 
1969 · 
1970 · 
1971 · 
1972 · 
1973 · 
1974 · 
1975 · 
1976 · 
1977 · 
1978 · 
1979 · 
1980 · 
1981 · 
1982 · 
1983 · 
1984 · 
1985 · 
1986 · 
1987 · 
1988 · 
1989 · 
1990 · 
1991 · 
1992 · 
1993 · 
1994 · 
1995 · 
1996 · 
1997 · 
1998 · 
1999 · 
2000 · 
2001 · 
2002 · 
2003 · 
2004 · 
2005 · 
2006 · 
2007 · 
2008 · 
2009 · 
2010 · 
2011 · 
2012 · 
2013 · 
2014 · 
2015 · 
2016 ·
2017 ·
2018 ·
2019 ·
2020 ·
2021 ·
2022 ·
2023 ·
2024 ·
2025